# Gonidie

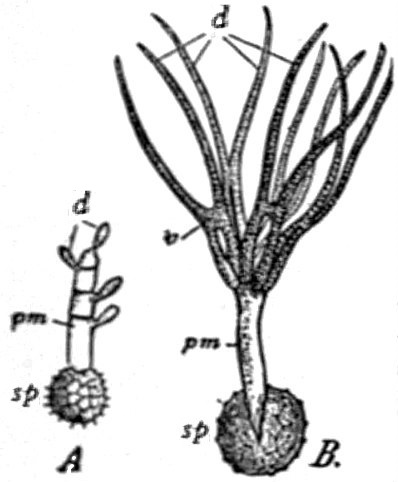
Germination de gonidies de champignons basidiomycètes. A gauche, gonidie dUstilago receptaculorum. A droite, gonidie de Tilletia caries.

Une gonidie (du grec ancien γονεία / goneía, « génération ») est une cellule (cyanobactérie, algue verte) ou un groupement de cellules reproductrices. Lors de la reproduction asexuée, les cellules fertiles se développent en spores immobiles, les gonidies, ou en spores mobiles, les zoospores.